# Moletolo
Moletolo è una frazione del comune di Parma, appartenente al quartiere Cortile San Martino.
La località è situata 3,23 km a nord del centro della città.

## Geografia fisica
La frazione sorge in posizione pianeggiante alla quota di 44 m s.l.m., tra le campagne alle porte settentrionali della città, sulla sponda destra del torrente Parma.

## Origini del nome
Fino al XIX secolo, benché comunemente nota come Moletolo o, in dialetto parmigiano, Moledel col significato di "molliccio", la frazione era denominata Meletolo, derivato da Melitulum, probabilmente in riferimento all'antica presenza di meleti.

## Storia
Il borgo di Melitulo fu citato per la prima volta il 15 giugno 835, in un documento.
Nel 962, secondo un atto di dubbia autenticità, l'imperatore del Sacro Romano Impero Ottone I di Sassonia riconobbe al vescovo di Parma Oberto l'autorità, oltre che sulla città, anche su 3 miglia di contado intorno a essa, comprendenti tra le altre la zona di Moletolo, compresa tra Baganzola e Casale.
Intorno al 1072, poco prima della scomparsa del vescovo di Parma Cadalo, già antipapa col nome di Onorio II, i nobili Giberti furono investiti a titolo precario, in cambio del pagamento di un canone, della corte e del castello di Moletolo, appartenenti al Capitolo della Cattedrale di Parma; fino alla sua morte l'arcivescovo di Ravenna Giberto Giberti, futuro antipapa col nome di Clemente III, ne godette i frutti dividendoli coi suoi famigliari.
Altre terre nella zona di Meletolum appartenevano al monastero di Sant'Alessandro di Parma, come confermato in una bolla emanata nel 1138 dal papa Innocenzo II.
Nel 1141 la cappella di San Lorenzo fu menzionata in un altro documento di Innocenzo II tra i beni  posseduti dal Capitolo e come tali posti sotto la protezione della Santa Sede.
Nel 1163, durante l'episcopato di Aicardo da Cornazzano, i canonici si rivolsero all'imperatore del Sacro Romano Impero Federico Barbarossa per ottenere la restituzione di Moletolo, per il quale i Giberti più volte non avevano pagato il canone tanto da essere stati scomunicati; la lite, durante la quale furono ascoltati numerosi testimoni, proseguì fino all'anno seguente, quando Ugo da Beneceto e Pungilino, che avevano ottenuto il feudo rispettivamente da Dragone e Malapresa de' Giberti, furono condannati a restituirlo al Capitolo.
Nel 1403, durante gli scontri che opposero le principali famiglie nobili del Parmense, gli uomini di Orlando Pallavicino e di Giberto Sanvitale depredarono il borgo di Moletolo e altre località dei dintorni.
In epoca napoleonica, per effetto del decreto Nardon del 1806, Moletolo divenne frazione del nuovo comune (o mairie) di Cortile San Martino, che nel 1943 fu sciolto e inglobato in quello di Parma.

## Monumenti e luoghi d'interesse

### Chiesa di San Lorenzo

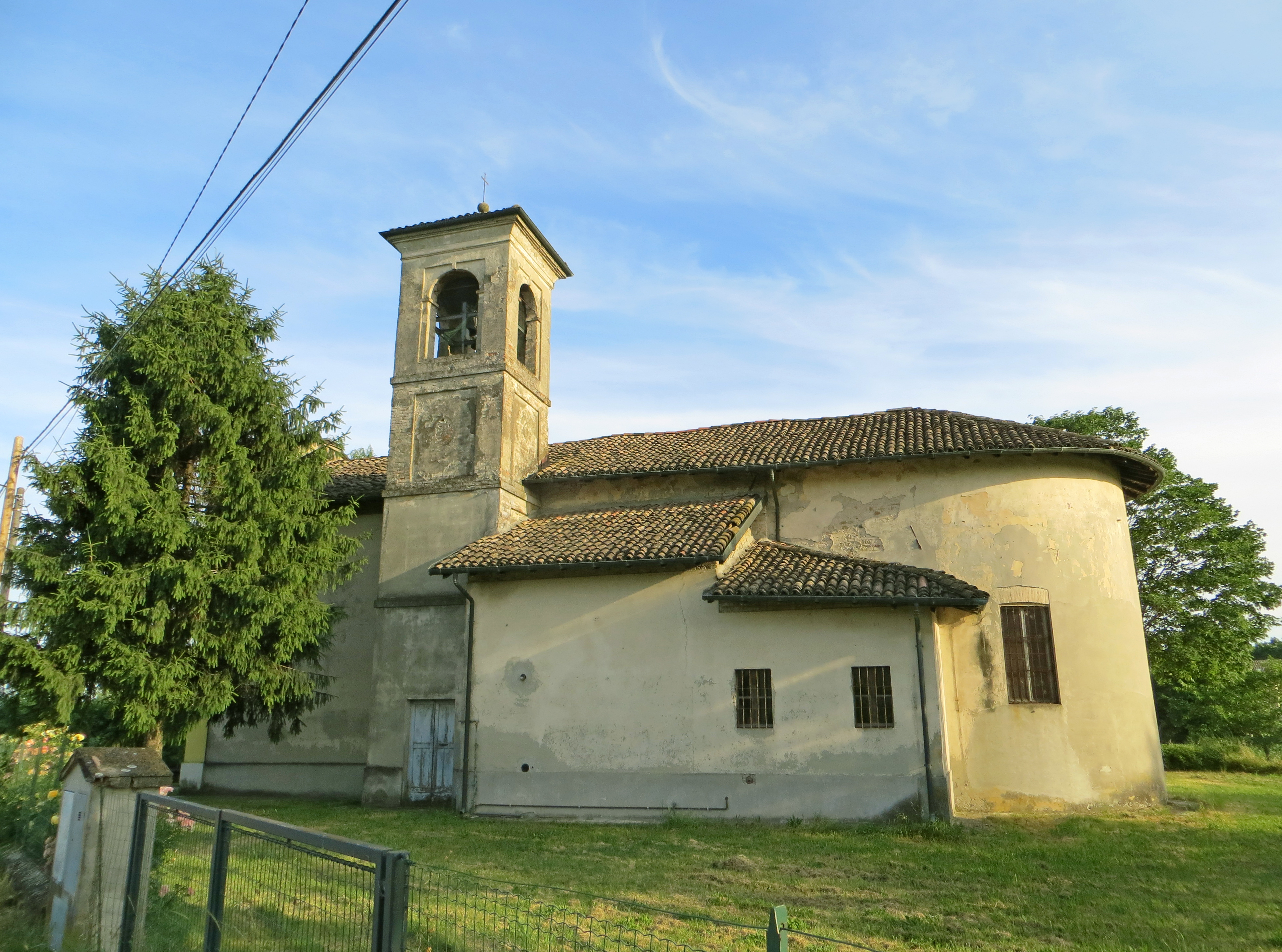
Chiesa di San Lorenzo

Menzionata per la prima volta nel 1141, la chiesa fu elevata a sede parrocchiale autonoma entro il 1564; profondamente danneggiata nei primi anni del XIX secolo a cause dell'esondazione del vicino torrente Parma, fu successivamente ricostruita in stile neoclassico e completata nel 1834; restaurata nel 1874, fu lievemente modificata nella facciata dopo il 1911; ristrutturata all'incirca tra il 1960 e il 1965, fu interessata dal rifacimento del tetto tra il 2013 e il 2015; al suo interno è presente una cappella laterale contenente il fonte battesimale.

### Castello
Menzionato per la prima volta nel 1072 quando fu assegnato ai Giberti, il castello rimase alla nobile famiglia fino al 1164, quando al termine di una lite fu restituito ai canonici del Capitolo della Cattedrale di Parma; successivamente abbandonato, se ne perse ogni traccia.

### Villa Cordero
Costruita forse nel XVIII secolo per volere della famiglia Vosi, la villa fu alienata nel 1772 al conte Angelo Costerbosa e alla madre Lisabetta Eritrea Giovanetti; acquistata nel 1832 da Luigia Muzzi, fu rivenduta nel 1857 ai fratelli Giuseppe e Filippo Cordero, che la lasciarono poi ai loro eredi. L'edificio, sviluppato su una pianta a U in adiacenza ai fabbricati agricoli, si eleva su due livelli principali fuori terra, oltre al sottotetto; la facciata sud presenta il portale d'ingresso ad arco a tutto sesto, sormontato da una portafinestra a tutto sesto al primo piano chiusa da una balaustra barocca in ferro battuto; al centro del prospetto posteriore, si trova tra le due ali un'analoga portafinestra; all'interno l'androne passante dà accesso alle sale laterali; uno degli ambienti conserva un sopraporta settecentesco in stucco, contenente un dipinto raffigurante un gruppo di putti.

### Villa Ficai
Edificata originariamente forse come convento, la villa fu acquistata da Mario Cordero nella seconda metà del XIX secolo; ereditata dal nipote Giuseppe Manici, fu alienata intorno alla metà del XX secolo a Paolo Ficai. L'edificio, sviluppato su una pianta rettangolare, si eleva su due livelli principali fuori terra, oltre al sottotetto; la simmetrica facciata nord presenta nel mezzo un ampio portale d'ingresso ad arco a tutto sesto, delimitato da due colonne a sostegno del balconcino del primo piano; ai lati, oltre due finestre incorniciate sono collocate due nicchie contenenti vasi e, nelle due ali estreme coronate da terrazzi, altre due finestre; al livello superiore si aprono, oltre alla portafinestra centrale, due finestre, delimitate da cornici e sormontate da frontoni mistilinei, al di sopra dei quali si trovano le due aperture ovali del sottotetto; in sommità si eleva nel mezzo, tra due volute, una torretta con finestra centrale e frontone triangolare di coronamento; analoghe forme presenta la facciata sud; all'interno, l'androne passante è coperto da una volta, ornata con tre medaglioni in rilievo, mentre i due portali d'ingresso sono coronati da conchiglie in stucco; il parco, riccamente piantumato, accoglie l'ex oratorio, trasformato in abitazione di servizio.

## Sport

### Impianti sportivi

#### Stadio Sergio Lanfranchi

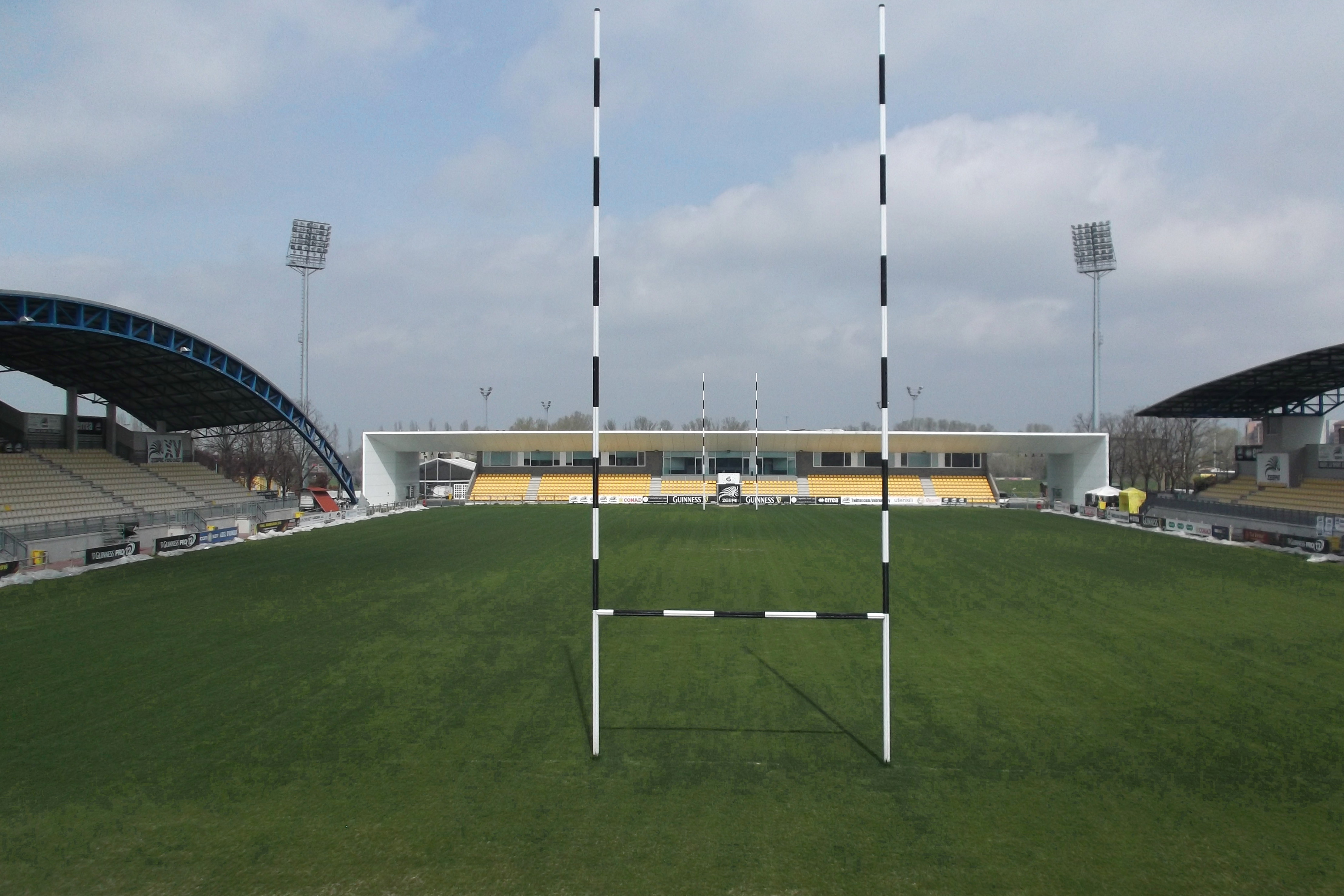
Stadio Sergio Lanfranchi

Nella frazione ha sede lo stadio XXV Aprile dedicato al rugby e al football americano; l'impianto sportivo, iniziato nel 2007, fu inaugurato nel 2008; completato con le tribune nel 2014, è ribattezzato dal 2015 "stadio Sergio Lanfranchi" in onore del noto rugbista parmigiano morto nel 2001.